# Jean Frangipani

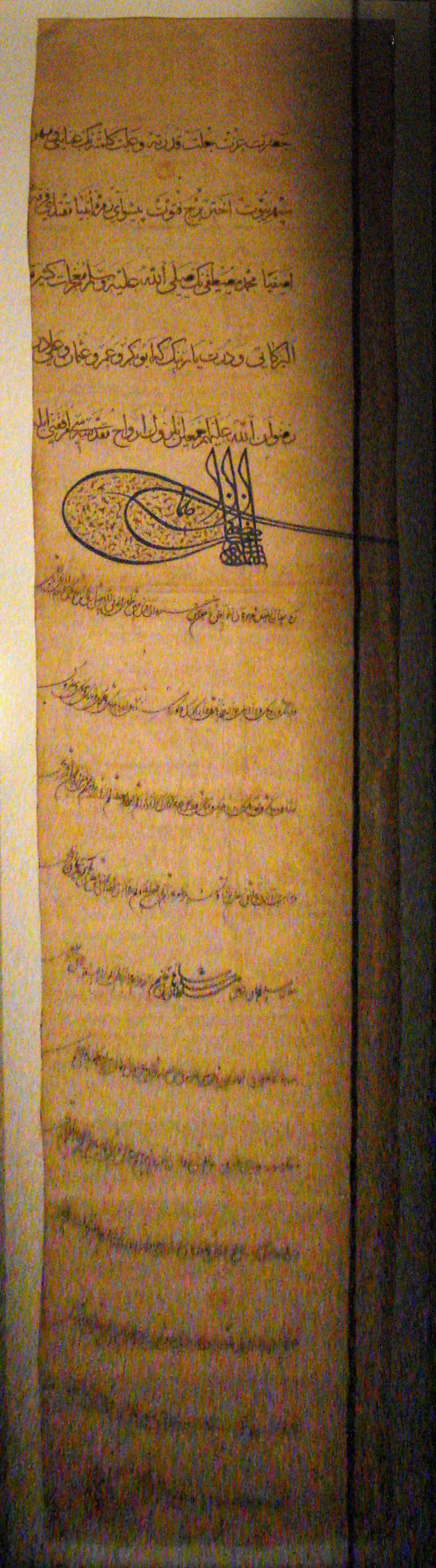
La prima lettera di Solimano il Magnifico a Francesco I, del febbraio 1526, recapitata da Jean Frangipani.

Jean Frangipani (fl. XVI secolo) è stato un ambasciatore francese attivo a Parigi nella prima metà del XVI secolo.

## Biografia
Jean Frangipani era un Croato nella politica francese. Subito dopo la fine della disastrosa Battaglia di Pavia, venne inviato come ambasciatore francese a Solimano il Magnifico, presso la Sublime porta, da re Francesco I di Francia. 
Con il re di Francia imprigionato a Madrid, Frangipani venne incaricato di consegnare una lettera a Solimano, nella quale si chiedeva di attaccare l'imperatore Carlo V. La risposta di Solimano fu la proposta di una Alleanza franco-ottomana di lungo periodo. La risposta di Francesco I fu consegnata poi da un altro ambasciatore.
Anche François-Emmanuel Guignard conte di Saint-Priest e Charles Henri Auguste Schefer posero Jean Frangipani alla testa della loro lista esaustiva di ambasciatori francesi e ministri inviati alla  corte ottomana sotto l'Ancien Régime,  ammettendo però che non si sapeva nulla della sua figura, salvo che si trovava in Ungheria con le forze ottomane, al momento della Battaglia di Pavia.
Le relazioni di parentela eventualmente intercorse fra Jean Frangipani e i nobili medievali romani omonimi è sconosciuta.